# Mazorqueros FC
Der Mazorqueros Fútbol Club bzw. verkürzt Mazorqueros FC ist ein mexikanischer Fußballverein aus Ciudad Guzmán in Jalisco, der mit seinem Namen dem in Mexiko äußerst populären Mais huldigt. Die in seinem Logo ebenfalls aufgenommene Bezeichnung Zapotlán huldigt dem früheren Namen seiner Heimatstadt. 

## Geschichte
Der ursprüngliche Mazorqueros Fútbol Club wurde 1985 gegründet, um in der viertklassigen Tercera División zu spielen. 1990 erreichte der Verein das Halbfinale der Liguillas, das erst im Elfmeterschießen gegen Cruz Azul Hidalgo verloren wurde. Anschließend spielten die Mazorqueros in der Relegation gegen die Cachorros Neza um den Aufstieg in die drittklassige Segunda División 'B', unterlagen jedoch mit dem Gesamtergebnis von 1:2.
Nachdem der alte Verein in der zweiten Hälfte der 1990er-Jahre zum Erliegen gekommen war, erfolgte 2016 die Neugründung eines gleichnamigen Vereins, der in der Saison 2016/17 erneut in der Tercera División startete.
Zur Saison 2020/21 wurde der Verein in die drittklassige Liga Premier aufgenommen, deren Serie A er in der Clausura 2022 gewann.

## Stadion
Der Verein trägt seine Heimspiele im Estadio Municipal Santa Rosa, dem städtischen Stadion von Ciudad Guzmán, aus, das etwa 3500 Besucher aufnehmen kann.

## Erfolge
- Meister der Liga Premier: Clausura 2022